# 謝金誥
謝金誥（?—?），字宜廷，贵州貴筑縣（今贵阳市）人，清朝政治人物、進士出身。
咸豐二年（1852年）清文宗登極壬子恩科進士，二甲九十一名，选庶吉士，散館改河南鎮平縣知縣。